# Hjalmar Mellander
Hjalmar Stefanus Mellander (14 december 1880 i Årstad, Falkenbergs kommun, Sverige-3 oktober 1919 på Isle of Man, Storbritannien). var en svensk atlet som var medlem af IFK Halmstad
Mellander blev olympisk mester i femkamp og blev nummer fire i længdespring med 6,585 og spydkast med 44,30 på OL 1906. Han deltog også på 800 meter med blev slået ud i det inledende heat. 
Mellander bosatte sig 1902 i Liverpool, men deltog ofte ved stævner i Norden. Han vandt det svenske mesterskab i længdespring og på 400 meter 1904. Han deltog i de danske mesterskaber 1902, hvor han blev nummer tre på 1 mile. Han var indehaver af den svenske længdesprings rekord 1904 till 1907 med 6,42. 1905 deltog han i længdespring ved de engelske mesterskaber, hvor han blev nummer tre på 6,60. Samme år løb han 880 yards på 2,06,0 og 2.43,2 på 1000 meter, desse resultater var alle bedre end de daværende svenske rekorder men blev aldrig godkendt som rekorder.
Mellander som var fysioterapeut døde i en alder af bare 39 år, da han hjalp en druknende på Isle of Man.